# 2. Deutsche Volleyball-Bundesliga 2025/26 (Frauen)
Die Saison 2025/26 der 2. Volleyball-Bundesliga der Frauen ist die fünfzigste Ausgabe dieses Wettbewerbs. Sie soll im September 2025 beginnen und im April 2026 enden.
Seit 2023 ist die „2. Bundesliga Pro“ die zweithöchste Staffel; die „2. Bundesliga Nord“ und die „2. Bundesliga Süd“ sind die dritthöchsten Staffeln des deutschen Ligasystems im Frauenvolleyball.

## 2. Bundesliga Pro
In dieser Saison spielen folgende 15 Mannschaften in der 2. Bundesliga Pro:
- BBSC Berlin
- TV Dingolfing
- VCO Dresden
- Eintracht Spontent
- ESA Grimma Volleys
- TV Hörde
- DSHS SnowTrex Köln
- Bayer Leverkusen
- Neuseenland-Volleys Markkleeberg
- VfL Oythe
- TV Planegg-Krailling
- Wildcats Stralsund
- NawaRo Straubing
- Rote Raben Vilsbiburg
- TV Waldgirmes

Meister und Aufsteiger in die 1. Bundesliga war Skurios Volleys Borken. Außerdem stiegen Binder Blaubären TSV Flacht und ETV Hamburg auf. Absteiger aus der 1. Bundesliga gab es keine. Der SSC Freisen zog sich in die 2. Bundesliga Süd zurück. Aus der 2. Bundesliga kommen die Wildcats Stralsund, der TV Planegg-Krailling, der TV Waldgirmes, die Neuseenland-Volleys Markkleeberg und der TV Hörde. Eintracht Spontent aus Düsseldorf übernimmt das Startrecht von den Allbau Volleys Essen. Ein Sonderspielrecht hat weiterhin der VCO Dresden.

## 2. Bundesliga Nord

### Mannschaften
In dieser Saison spielten folgende 13 Mannschaften in der 2. Bundesliga Nord der Frauen:
- SSF Bonn
- TV Cloppenburg
- SV Energie Cottbus
- TUSA City Girls Düsseldorf
- SCU Emlichheim
- MTV 48 Hildesheim
- VC Olympia Münster
- USC Münster II
- VC Osnabrück
- BSV Ostbevern
- SC Potsdam II
- Schweriner SC II
- RC Sorpesee

Vorjahres-Meister wurde der SCU Emlichheim, der auf den Aufstieg verzichtete. Die Wildcats Stralsund und der TV Hörde rückten in die 2. Bundesliga Pro hoch. Absteiger bzw. Rückzügler waren der SV Blau-Weiß Dingden und der VC Olympia Berlin. Aus der 2. Bundesliga Pro kam keine Mannschaft. Aus der Dritten Liga West kommen die TUSA City Girls Düsseldorf, der VC Osnabrück, der TV Cloppenburg (mit Wildcard) und der VC Olympia Münster (mit Sonderspielrecht).

### Tabelle
Ab der Saison 2013/14 gilt für den Spielbetrieb des DVV eine neue Punkteregel: Für einen 3:0- oder einen 3:1-Sieg gibt es drei Punkte, für einen 3:2-Sieg zwei Punkte, für eine 2:3-Niederlage einen Punkt und für eine 1:3- oder 0:3-Niederlage keinen Punkt. Bei Punktgleichheit entscheidet zunächst die Anzahl der gewonnenen Spiele, dann der Satzquotient (Divisionsverfahren) und schließlich der Ballpunktquotient (Divisionsverfahren).
|                     | Verein                         | Anz. Spiele | Punkte | Gew. Spiele | Sätze | Bälle |
| ------------------- | ------------------------------ | ----------- | ------ | ----------- | ----- | ----- |
| 1.                  | SCU Emlichheim (M)             |             |        |             |       |       |
| 2.                  | USC Münster II                 |             |        |             |       |       |
| 3.                  | RC Sorpesee                    |             |        |             |       |       |
| 4.                  | MTV 48 Hildesheim              |             |        |             |       |       |
| 5.                  | Schweriner SC II               |             |        |             |       |       |
| 6.                  | BSV Ostbevern                  |             |        |             |       |       |
| 7.                  | SSF Bonn II                    |             |        |             |       |       |
| 8.                  | SC Potsdam II                  |             |        |             |       |       |
| 9.                  | SV Energie Cottbus             |             |        |             |       |       |
| 10.                 | TUSA City Girls Düsseldorf (N) |             |        |             |       |       |
| 11.                 | VC Osnabrück (N)               |             |        |             |       |       |
| 12.                 | VCO Münster (S)                |             |        |             |       |       |
| 13.                 | TV Cloppenburg (N)             |             |        |             |       |       |
| Stand: 17. Mai 2025 |                                |             |        |             |       |       |

|     | Aufsteiger in die 2. Bundesliga Pro   |
|     | Absteiger in die 3. Liga bzw. Rückzug |
| (M) | Meister der Vorjahressaison           |
| (N) | Aufsteiger                            |
| (S) | Sonderspielrecht                      |

## 2. Bundesliga Süd

### Mannschaften
In dieser Saison spielen folgende 13 Mannschaften in der 2. Bundesliga Süd der Frauen:
- TV Suspa Altdorf
- SSC Freisen
- proWIN Volleys TV Holz
- SV Karlsruhe-Beiertheim
- SV Lohhof
- TSV TB München
- DJK Sportbund München-Ost
- VC Offenburg
- TG Bad Soden
- AllgäuStrom Volleys Sonthofen
- Sparda BSP Stuttgart
- TSV Unterhaching
- VC Wiesbaden II

Vorjahres-Meister wurde der TV Planegg-Krailling, der ebenso wie der TV 05 Waldgirmes und die Neuseenland-Volleys Markkleeberg in die 2. Bundesliga Pro hochrückte. Aus der 2. Bundesliga Pro kommt der SSC Freisen. Aus der Dritten Liga kommen der VC Offenburg (Süd) und die AllgäuStrom Volleys Sonthofen (Ost). Dere Sparda BSP Stuttgart spielt erneut mit einem Sonderspielrecht.

### Tabelle
Seit der Saison 2013/14 gilt für den Spielbetrieb des DVV eine neue Punkteregel: Für einen 3:0- oder einen 3:1-Sieg gibt es drei Punkte, für einen 3:2-Sieg zwei Punkte, für eine 2:3-Niederlage einen Punkt und für eine 1:3- oder 0:3-Niederlage keinen Punkt. Bei Punktgleichheit entscheidet zunächst die Anzahl der gewonnenen Spiele, dann der Satzquotient (Divisionsverfahren) und schließlich der Ballpunktquotient (Divisionsverfahren).
|                     | Verein                            | Anz. Spiele | Punkte | Gew. Spiele | Sätze | Bälle |
| ------------------- | --------------------------------- | ----------- | ------ | ----------- | ----- | ----- |
| 1.                  | SSC Freisen (A)                   |             |        |             |       |       |
| 2.                  | VC Wiesbaden II                   |             |        |             |       |       |
| 3.                  | TV Suspa Altdorf                  |             |        |             |       |       |
| 4.                  | SV Lohhof                         |             |        |             |       |       |
| 5.                  | TSV Unterhaching                  |             |        |             |       |       |
| 6.                  | proWIN Volleys TV Holz            |             |        |             |       |       |
| 7.                  | TG Bad Soden                      |             |        |             |       |       |
| 8.                  | SV Karlsruhe-Beiertheim           |             |        |             |       |       |
| 9.                  | Sparda BSP Stuttgart (S)          |             |        |             |       |       |
| 10.                 | TSV TB München                    |             |        |             |       |       |
| 11.                 | DJK Sportbund München-Ost         |             |        |             |       |       |
| 12.                 | VC Offenburg (N)                  |             |        |             |       |       |
| 13.                 | AllgäuStrom Volleys Sonthofen (N) |             |        |             |       |       |
| Stand: 17. Mai 2025 |                                   |             |        |             |       |       |

|     | Aufsteiger in die 2. Bundesliga Pro                 |
|     | Absteiger in die 3. Liga bzw. Rückzug               |
| (A) | Absteiger bzw. Rückzügler aus der 2. Bundesliga Pro |
| (N) | Aufsteiger                                          |
| (S) | Sonderspielrecht                                    |